# Ершов, Геннадий Георгиевич
Геннадий Георгиевич Ершов — советский хозяйственный, государственный и политический деятель.

## Биография
Родился в 1932 году. Член КПСС с 1954 года.
Образование высшее (окончил Белорусский государственный университет имени В. И. Ленина, Высшую партийную школу при ЦК Болгарской Компартии)
С 1954 года — на хозяйственной, общественной и политической работе.
- В 1951—1955 гг. — слесарь, мастер, начальник цеха Минского станкостроительного завода имени С. М. Кирова.[1]
- В 1955—1961 гг. — первый секретарь Заводского райкома ЛКСМ Белоруссии г. Минска, второй, первый секретарь Минского горкома ЛКСМ Белоруссии.[1]
- В 1961—1967 гг. — заведующий отделом Минского горкома, первый секретарь Борисовского горкома Компартии Белоруссии.[1]
- В 1969—1973 гг. — первый секретарь Центрального райкома Компартии Белоруссии города Минска.[1][2]
- В 1973—1984 гг. — инспектор ЦК Компартин Белоруссии.[1]

C 1984 гг. — заведующий общим отделом ЦК Компартии Белоруссии.
Избирался депутатом Верховного Совета Белорусской ССР 6-го, 10-го и 11-го созывов.
Жил в Белоруссии.